# كابياء لامعة
كابياء لامعة (الاسم العلمي:Cavia fulgida) هي نوع من الحيوانات يتبع جنس كابياء من فصيلة الكابيائية.